# آکتا
آکِتا (نام علمی: Acheta) نام یک سرده از تیرهٔ جیرجیرک است.